# Agent
Agent era um jogo de ação-furtiva produzido pela Rockstar North e exclusivo para a PlayStation 3. Em Julho de 2007, a Sony anunciou que a Rockstar estava a trabalhar numa nova série para a PlayStation 3, mas os detalhes do projecto, incluindo o título, só foram anunciados em junho de 2009 durante a conferencia de imprensa da Sony na E3.
O jogo decorre na Guerra Fria e levará os jogadores para um "mundo de contra-inteligência, espionagem e assassinatos políticos", de acordo com o lançamento de imprensa da Rockstar. A Rockstar ainda não revelou outros detalhes do jogo para além de que decorrerá no final dos anos 70.

## Desenvolvimento
A Sony Computer Entertainment anunciou que a Rockstar Games estava a trabalhar numa nova série para a PlayStation 3 em julho de 2007. Michael Shorrock, director da SCEA para terceiras relações, escreveu no blog oficial da PlayStation, "como parte da nossa longa relação com a Rockstar, e o incrivel sucesso para ambas as companhias do ícone cultural que é Grand Theft Auto, acordamos direitos exclusivos para a PlayStation da próxima grande série a sair dos estúdios da Rockstar."
Nada mais foi revelado excepto a explicação de que não seria L.A. Noire. De acordo com Shorrock, "A Rockstar quer mesmo fazer um jogo que realmente dê apenas para fazer na PS3" acrescentando que a razão para a Sony bloquear o IP é porque esta acreditava que a série "levantaria a fasquia para o resto da industria."
Detalhes do projecto, incluindo o seu título, só foram anunciados em Junho de 2009 durante a conferencia de imprensa da Sony na Electronic Entertainment Expo. Sam Houser, fundador da Rockstar, descreveu Agent como um jogo que a companhia já queria fazer há algum tempo, feito para criar uma experiência única ao jogador. Ben Feder, ex-presidente da parente da Rockstar, a Take-Two Interactive, acredita que o jogo irá alcançar o mesmo tipo de sucesso da série Grand Theft Auto, visto que o seu desenvolvimento está a ser supervisionado pelos irmãos Houser, Sam e Dan, fundadores da Rockstar Games. Em entrevista à GameSpot na E3 de 2009, Feder explicou que a decisão de ser um jogo exclusivo para a PlayStation 3 foi porque teve um maior apoio da Sony para fazer um exclusivo do que se fosse um jogo para várias plataformas.
Em setembro de 2009, numa secção de Perguntas e Respostas do seu blog, a Rockstar afirmou que Agent poderia ser lançado em 2010, a Take-Two apenas comentou o assunto em março de 2010, confirmando que Agent ainda estava a ser produzido. Em junho de 2010, Agent ainda estava a ser planeado como exclusivo para a PS3, mas Jack Tretton, CEO da SCEA, afirmou na E3 de 2011 que essa era uma decisão que teria de ser tomada pela Rockstar Games. Em maio de 2011, quase dois anos depois do anúncio de Agent na E3 de 2009, a Take-Two confirma que o jogo ainda estava em produção, apesar de nunca ter sido visto pelo público até essa altura.
Em agosto de 2011, Leigh Donoghue, ex-artista da Rockstar North que trabalhou em Grand Theft Auto IV e em Agent publicou as primeiras imagens de Agent online. As imagens mostram uma personagem assim como vários ambientes de interiores do jogo. As imagens mencionam que foram feitas em 2009.
A 29 de maio de 2012, supostas "fontes de confiança" afirmaram à Computer and Video Games que a Rockstar "não tem planos para a E3 de 2012", significando que demonstrações de jogos como GTA V ou Agent não terão lugar em nenhuma conferencia de imprensa durante o evento, o que se veio a confirmar.
Com a anúncio da PlayStation 4 a 20 de Fevereiro de 2013, muitos esperaram que Agent se tornasse um título exclusivo da PlayStation 4. No entanto, não se mencionou o jogo, mas a Rockstar assinou para se tornar um produtor para a PlayStation 4. Depois da conferência de imprensa onde se revelou a PlayStation 4, foi perguntado ao chefe da Sony Worldwide Studios, Shuhei Yoshida, se Agent ainda era um título PlayStation 3, o qual respondeu "Está a perguntar à pessoa errada. Tenho algum conhecimento, mas não estou em posição de falar sobre isso." Em Julho de 2013 a Take-Two, companhia parente da Rockstar, registrou duas marcas associadas a Agent. Em dezembro de 2016 a Take-Two renovou a licença do nome e do logotipo de Agent.